# Kevin Scheidhauer
Kevin Scheidhauer (* 13. Februar 1992 in Deggendorf) ist ein deutscher Fußballspieler.

## Karriere

### Im Verein
Scheidhauer spielte zehn Jahre lang für den VfB Leipzig und den 1. FC Lokomotive Leipzig.
2008 wechselte Scheidhauer ablösefrei von der Jugend des 1. FC Lokomotive Leipzig in die U-17-Mannschaft des VfL Wolfsburg. Ein Jahr später wechselte er in die U-19 des VfL, mit der er am 19. Juni 2011 beim 4:2-Sieg über die Jugend des 1. FC Kaiserslautern die A-Junioren-Bundesliga-Meister wurde. Scheidhauer schoss bei diesem Spiel drei der vier VfL-Tore.
Aufgrund seiner Leistungen berief ihn Felix Magath für die Saison 2011/12 in den Profi-Kader des VfL. Er absolvierte jedoch weiterhin die Spiele in der zweiten Mannschaft.
In der Sommerpause 2012 wurde Scheidhauer für geplant zwei Spielzeiten an den VfL Bochum ausgeliehen. Dort debütierte er am 2. Spieltag der Saison 2012/13 in der 2. Bundesliga im Spiel beim SC Paderborn, als er in der 77. Minute für Leon Goretzka eingewechselt wurde. Zur Saison 2013/14 kehrte er vorzeitig nach Wolfsburg zurück, wo er nun im Kader der U-23 stand. Bei einem Testspiel des VfL Wolfsburg zum Auftakt der Saison 2014/15 gegen den TSV Ehmen schoss Scheidhauer 10 Tore, bei einem Endstand von 26:0.
Im August 2014 wechselte er zum Drittligisten MSV Duisburg, für den er gleich in seinem ersten Spiel bei einem 3:0-Sieg über den VfL Osnabrück treffen konnte. In der nachfolgenden Zeit wurde er regelmäßig aufgeboten, nahm allerdings keinen Stammplatz ein. 2015 erreichte er mit seinen Mannschaftskollegen den Aufstieg in die 2. Bundesliga.
Nach dem Wiederabstieg in die 3. Liga verließ er den Verein im Sommer 2016 und wechselte zur zweiten Mannschaft des FC Schalke 04. Infolge einer Verletzung bestritt er in der gesamten Saison nur ein Spiel. Zum Ende der Saison 2016/17 endete sein Vertrag. Scheidhauer war dann zunächst ohne Verein.
Mitte Dezember 2017 wurde er vom Regionalligisten Energie Cottbus mit einem Vertrag mit einer Laufzeit bis Juni 2019 verpflichtet. Er bestritt 15 von 16 möglichen Ligaspielen, in denen er vier Tore schoss. Lediglich bei einem Spiel fehlte er nach einer gelb-roten Karte. Nach den Aufstiegsspielen, an denen Scheidhauer teilnahm, stieg der Verein in die 3. Liga auf. Dort kam er infolge mehrere Verletzungen nur zu 14 von 38 möglichen Spielen, in denen er ein Tor schoss. Dazu kamen insgesamt fünf Spiele im brandenburgischen Landespokal mit einem Tor und ein Spiel im DFB-Pokal.
Ab Juli 2019 war er wieder ohne Verein. Erst Mitte September 2020 kam es zu einer Verpflichtung durch den in der Landesliga Braunschweig spielenden SSV Vorsfelde. In den ersten drei Spielen der Saison 2020/21 wurde er nicht eingesetzt. Dann wurde die Saison infolge der COVID-19-Pandemie abgebrochen. In der Folgesaison waren es 6 von 15 möglichen Spielen.
Mitte Februar 2022 wechselte er zum in der Landesklasse Sachsen spielenden SV Liebertwolkwitz. Mitte Januar 2023 wechselte er innerhalb der Landesklasse zu Concordia Schenkenberg. Zur Saison 2023/24 kehrte er zum SV Liebertwolkwitz zurück.

### Nationalmannschaft
Kevin Scheidhauer war Spieler verschiedener DFB-Jugendnationalmannschaften von der U-17 bis zur U-20.

## Erfolge
- Deutscher A-Juniorenmeister 2011
- U17 Europameister 2009[9]
- Meister der Regionalliga Nord 2013/14 (Vfl Wolfsburg)
- Vizemeister der 3. Liga 2015 und Aufstieg in die 2. Fußball-Bundesliga (MSV Duisburg)
- Meister der Regionalliga Nordost 2018/19 und Aufstieg in die 3. Liga (Energie Cottbus)
- Sieger brandenburgischer Landespokal: 2016/17, 2017/18 (Energie Cottbus)

## Anmerkung
Für den SV Liebertwolkwitz und Concordia Schenkenberg, beide Landesklasse, lassen sich keine Daten zu Spieleinsätzen ermitteln.
| Personendaten    | Personendaten            |
| ---------------- | ------------------------ |
| NAME             | Scheidhauer, Kevin       |
| KURZBESCHREIBUNG | deutscher Fußballspieler |
| GEBURTSDATUM     | 13. Februar 1992         |
| GEBURTSORT       | Deggendorf, Deutschland  |